# 康拉德·罗伯逊
康拉德·罗伯逊（英語：Conrad Robertson，1957年12月27日—），新西兰男子赛艇运动员。他曾代表新西兰参加1984年夏季奥林匹克运动会赛艇比赛，获得男子四人单桨无舵手金牌。